# Іудушка Головльов
«Іудушка Головльов» — радянський чорно-білий кінофільм 1933 року, знятий за мотивами роману Михайла Салтикова-Щедріна «Пани Головльови».

## Сюжет
Порфирій Головльов, прозваний Іудушкою за лицемірство і святенництво, стає спадкоємцем багатого маєтку. Але багатство не приносить щастя ні йому, ні його рідним. Син і племінниці Іудушки гинуть у злиднях і приниженні, не дочекавшись допомоги від багатого родича.

## У ролях
- Володимир Гардін —  Порфирій Володимирович «Іуда» Головльов
- Тетяна Булах-Гардіна —  Анненька
- Ніна Латоніна —  Любинька
- Катерина Корчагіна-Александровська —  Уліта, ключниця
- Михайло Тарханов —  Дерунов, купець
- Ірина Зарубіна —  Євпраксія
- Володимир Таскін —  Петенька
- Павло Богданов —  Кукішев
- Віра Стрешнєва —  Галкіна, спадкоємиця Головльових
- Надія Скарська —  бабуся
- Степан Каюков —  прикажчик Гнат
- Валентин Кисельов — епізод
- Сергій Нерадовський — епізод
- Іван Чувєлєв —  селянин
- Микола Урванцов —  антрепренер
- Костянтин Гібшман — епізод

## Знімальна група
- Режисер-постановник: Олександр Івановський
- Автори сценарію: Костянтин Державін, Олександр Івановський
- Оператор-постановник: Василь Симбірцев
- Композитор: Андрій Пащенко
- Художник-постановник: Володимир Єгоров